# Howdy
Howdy es un saludo informal, originalmente una forma acortada del saludo How do ye? Primera tomaba nota como una parte del dialecto del sur de Inglaterra en 1563/87.
La literatura de la época incluía el uso de How-do, how-do and How como un saludo usado por los escoceses cuando se dirigían a los colonos ingleses. La forma doble del modismo todavía se encuentra en partes del sudoeste estadounidense como Howdy, howdy. Independientemente de los orígenes etimológicos, el término se utiliza como un saludo tal como "Hello" y no como una pregunta. Como resultado, no está seguido por un signo de interrogación, por ejemplo: 
- Si Howdy es usado como una oración completa, estará seguida por un signo de exclamación.
- Si Howdy es la primera palabra en una oración, estará seguida por una coma.

En el suroeste rural de los Estados Unidos, Howdy es una contracción coloquial del saludo formal How do you do? y está aceptado por los ciudadanos de Idaho, Nuevo México, Nevada, Oregón, Arizona y Texas. Es también el saludo oficial de Universidad de Texas A&M.
Recientemente el saludo ha ganado popularidad a nivel internacional, puesto que es el saludo por defecto en la pantalla principal de WordPress, un sistema de gestión de contenidos muy popular. La probable razón por el uso de “Howdy” (en vez de “Welcome” o “Hello”) en el tablero de control es porque Matt Mullenweg, uno de los desarrolladores principales de WordPress, nació y fue criado en Texas.[cita requerida]

## Literatura
- Oxford English Dictionary, vol. VII, p. 453–454.